# マイスター (漫画)
『マイスター』は、加地君也による日本のスポーツ漫画作品。話数カウントは「Play.○」（○は話数）。

## あらすじ
新設校である総海（さとみ）高校の新岸頼歩は、主将として1年生だけのサッカー部を県大会ベスト4にまで導いた実力者。彼を中心に一癖あるサッカー部による試合が繰り広げられる。

## 登場人物

### 主要人物
新岸頼歩（あらぎし らいほ）
総海高校の2年生。総海高校サッカー部主将。ポジションはフォワード。背番号9。小学生並みの身長と前向きで活発な性格を持つ。
「サッカーは楽しんで勝て」をモットーに、小柄ながら主将として新設校で1年のみチームを昨年の全国高校サッカー選手権千葉県大会で準決勝にまで導き、自ら得点王に輝くほどの実力を持つ。自他共に認める「サッカー馬鹿」で、誰とでもまずサッカーをやろうとする、いわゆる「誰でもかんでもサッカーをやりたがる病」がある。小柄な身体を生かしたフットワークと、「どんなボールでもゴールに変えてしまう」ほどの精密なコントロールを併せ持つ。
「可愛い高校生」と自称したこともあるが、サッカー部はもちろん地域住人からも老若男女問わず慕われており、信憑性はある。しかし本人曰く身体の一部は全然かわいくないらしい。
「おはようドス・サントス」など、サッカー選手の名前を使ったギャグを唐突に言う。
父親はプロのサッカー選手だったが、試合中に事故で死んでしまう。
松戸拓（まつど たく）
総海高校の1年生。ポジションはオフェンシブミッドフィールダー。背番号14。192cmの長身。中学を卒業した後、総海高校の快進撃を知り入学する。かなり礼儀正しい。中学時代は「デク」と呼ばれていた。
中学に入ってすぐに身長が伸びだし、180cmを超えていた。そのため、FWとして起用されていたが、ヘディングがどうも苦手なため、試合で活躍ができなかった。
長身がFWという常識を覆し、パサーの素質があると頼歩から勧められトップ下への転向を決める。自分のサッカーの人生を変えてくれた頼歩を慕うようになる。
摘村靖香（つみむら やすか）という恋人がいる。

### 総海高校
錦弘夢（にしき ひろむ）
総海高校の1年生。ポジションはフォワード。背番号10。6人兄弟の長男。12歳でJリーグ千葉ジャズユナイテッドのJr.ユースに入団し、入団後3年間の成績は出場試合65得点72。「ペナルティエリア内でボールを受けたら必ずゴールを決める生まれながらのストライカー」と称されるも、ユースに昇格することができなかった。Jr.ユースで、強引に点を獲りにいくスタイルに辿り着くも、その得点力の引き換えに足は削られていった。その影響で右ひざを痛め、半年間試合を欠場。それがユースに昇格できなかった原因のひとつ。
入部早々いきなり頼歩に胸倉掴まれて大喝され、頼歩の言葉に涙を流し土下座までしたが、それでもめげないメンタル面の強さも持ちあわせている。
学業における成績は悪く、高校入試が喜壱ですらギリギリ合格だったにも関わらず、ギリギリ補欠合格だった。言葉に乗せられやすい性格で、チームメイトからも「顔はいいけど単純（バカ）」と思われている。
岩国喜壱（いわくに きいち）
総海高校の2年生。ポジションはサイドハーフ。背番号7。元ヤンキーでリーゼント頭と蟹股が特徴。頼歩に対する信頼は厚く、日本一の主将と称賛するほど。彼が繰り出すセンタリングはピンポイントに頼歩の動きに合わせて通る。総海高校をギリギリで合格している。
小織平（こおり たいら）
総海高校の2年生。ポジションはセンターバック。背番号8。元引きこもりで前髪で右目が隠れている。各種呪詛を心得ており、謎の呪文を唱えることがあるが、実際の効果は不明。試合当日に相手が発熱する儀式を企んだこともある。
喜壱とは何かとぶつかりあうことも多いが、「頼歩を日本一の主将にする」という思想は一致している。オフサイドトラップが得意。
気弱な相手を言葉でいたぶりイップス状態にするサッカーを心から楽しんでもいる。
甲斐範宣（かい のりのぶ）
総海高校の2年生。背番号2。別名・房総のライオン。規則に厳しく頼歩の保護者的存在だが、言うことを聞かない彼に手を妬いている。ポジションはセンターバック。
金張梢（かなはり こずえ）
総海高校の2年生。サッカー部マネージャー。頼歩からは「コズちゃん」と呼ばれている。サッカーマニアの女子高生で「週間サッカーワールド」という雑誌を愛読している。頼歩に恋心を抱いているが相手にされていない。料理は上手くないらしく彼女の作ったクッキーは部内で罰ゲーム扱いされ、恐れられている。見かけによらず怪力の持ち主で、作者曰く「ガンダムの小指くらいなら持ち上げられる」らしい。
飯富春夫（おぶ はるお）
総海高校サッカー部の一応顧問。現代国語教師。来年定年。

### 黒嶺高校
須藤薫（すどう かおる）
黒嶺高校サッカー部主将。身長181cm、体重74kg。ポジションは、センターバック。背番号2。抜群のリーダーシップと冷静な状況判断能力を持つ。髪が長い。容貌がマクロスFの主人公に酷似している。
城井舞雄（しろい まいお）
身長188cm、体重90kg。ポジションは、センターバック。背番号4。豪快な性格の巨漢で、その巨体を生かした強力なタックルが武器。安藤曰く「頭の中は不安要素」。
安藤隆輔（あんどう りゅうすけ）
身長187cm、体重80kg。ポジションはウイングバック。背番号3。坊主頭。
不動保紀（ふどう やすのり）
身長187cm、体重79kg。ポジションはウイングバック。背番号5。美的センスにこだわる。
佐渡大河（さど たいが）
身長169cm、体重60kg。ポジションはディフェンスミッドフィルダー。背番号6。小柄な身体を生かしたフットワークが武器。
阿田結輔（あだ ゆうすけ）
身長172cm、体重61kg。ポジションはフォワード。背番号18。1年だが鉄壁黒嶺の唯一の攻撃手。頼歩に勝るとも劣らない俊足を持ち、その才能は須藤も認めている。その反面緊張することが多く臆病な性格で、メンタル面はかなり弱い。
神楽朋治（かぐら ともはる）
黒嶺高校サッカー部監督。伝統と誇りを重んじる初老の男性。最終話でボールが顔面に当たり、カツラであることが判明した。

## 用語

### 千葉四強
陸王高校（りくおうこうこう）
U-18日本代表で司令塔を担う真久保中心に去年は高校3冠、天皇杯でプロJ2クラブを撃破。
天洋大付属高校（てんようだいふぞくこうこう）
最新のトレーニングを積み、どの選手も3つ以上のポジションをこなす。
十ノ宮高校（とおのみやこうこう）
GK以外の10人が攻めの意識を持つ、超攻撃的布陣。両サイドバックの破壊力は抜群。
黒嶺高校（くろみねこうこう）
去年の高校サッカー千葉県大会の準決勝の相手校。大会得点王の頼歩ですら得点できなかった唯一の高校。IH予選の初戦の相手校にもなるため、頼歩たちはリベンジを誓った。
カウンターを得意とし、先制した試合の勝率100%。「ブラックマウンテン」の異名を持つ。しかし、2年連続で選手権予選決勝で陸王に敗退している。
昨年の県大会で総海がベスト4に入ったため、天洋大附属か十ノ宮のいずれかは、昨年ベスト4に残っていない（準決勝で総海が黒嶺に敗退、黒嶺は決勝で陸王に敗退しているため）。

## 単行本
1. 総海高校サッカー部　ISBN 978-4-08-874689-0　併録：ストライカー義経
2. 楽しんで勝つ!　ISBN 978-4-08-874690-6　併録：Children of Symphony、スカルジャッカー(赤マル版)